# Ivan Skoropadskyj
Ivan Illitj Skoropadskyj (ukrainska: Іван Ілліч Скоропадський) född omkring 1646 i Uman, död 3 juli 1722 i Hluchiv, var zaporizjakosackisk hetman mellan 1708 och 1722. Han efterträdde Ivan Mazepa på denna post, eftersom denne hade gått över till den svenska sidan under det pågående Stora nordiska kriget. Skoropadskyj föddes i en kosackfamilj i staden Uman och hade fått sin utbildning i Kiev-Mohyla-akademin. Han tog ofta hand om viktiga diplomatiska uppdrag.